# Little Louie Vega
Little Louie Vega, pseudonimo di Luis Ferdinand Vega, Jr. (New York, 12 giugno 1965), è un disc jockey statunitense di musica house.
Fa parte del gruppo Masters At Work insieme a Kenny "Dope" Gonzalez con cui ha fondato la casa discografica MAW Records.
Nato e cresciuto nel Bronx (uno dei quartieri più popolari e variopinti di New York), subisce fin da piccolo le influenze del padre (di origini portoricane), sassofonista jazz, e dello zio Héctor Lavoe.

## Gli inizi
La svolta per Louie arriva da ragazzo, a 14 anni inizia a frequentare i primi ambienti hip-hop, una cultura che nacque qualche anno prima proprio nei quartieri neri delle metropoli americane (NYC in primis); nel 1984 ottiene il suo primo incarico come dj resident allo Chez sensual. In questi ambienti conosce un ragazzo con cui stringe un'amicizia e una collaborazione artistica: Kenny "Dope" Gonzalez, un dj che all'epoca suonava funk e breakbeat.
In quel momento lo stile di Louie Vega era già ben definito, e i suoi set erano già un crossover di latin, garage e dischi pop e rock come ad esempio Pride degli U2.

## Masters at Work
Louie insieme a Kenny fonda dopo poco il progetto Masters at Work (MAW), il nome con cui tra la fine degli anni ottanta e per tutti gli anni novanta e 2000 fanno uscire decine e decine di dischi e remix, portando il ragazzo al successo internazionale.
In seguito si sposa con la cantante La India (i due ora sono divisi, e Vega è assieme ad un'altra cantante: Anane), con la quale ha un'altra collaborazione artistica. Lei finora ha impiegato la sua voce per dischi salsa, ma Louie inizia a riprodurre per lei le prime basi house. Numerose sono le collaborazioni tra i MAW e La India, tra le più importanti Runaway, Love and happiness, To be in love e Backfired.
Nel frattempo il progetto MAW si è evoluto, fino a diventare una etichetta discografica (MAW records) al top nel mondo house, e Louie Vega ha diffuso il suo stile fatto da una mescolanza di deep, jazz, latin, accompagnata da groove. Louie spesso si esibisce con l'amico e partner Kenny Dope, creando set sofisticati soprattutto nelle serate masters at work da loro organizzate; si esibiscono insieme a ballerini, percussionisti, cantante, e naturalmente La India.

## Elements of Life
Nel 2000 vi è la collaborazione con un altro gruppo statunitense, Blaze, con il quale produce Elements of Life, cantata da Josh Milan.
Louie Vega e Blaze nel 2002 riappaiono con un featuring di Elements of Life, dal quale ottennero un altrettanto brano di successo, Brand New Day.
Nel 2003 esce la raccolta Elements of Life co-prodotta e mixata da Vega. Elements of Life Extention esce nel 2004 e consolida la partecipazione di Blaze e soprattutto di Josh Milan e di Anane cantante e presentata al pubblico con il vinile contenente Mon Amour e Nos Vida, inclusi nella prima edizione di Elements of Life.
Partecipano anche tastieristi e percussionisti da Vega stesso lanciati come Luisito Quintero, o chitarristi come Raul Midon, Mike Ciro. Insomma una vera e propria band che musicalmente non è più molto house ma funk, jazz, soul, sempre con uno spirito di fondo molto latino. Sarà con questa infatti che nel 2005 inaugurerà il primo tour, dopo aver fatto nel 2004 apparizioni in diversi festival jazz e all'Arezzo Wave.

## Little Louie Vega, Anane, Elements Of Life
Nel 2013 un incontro con l'artista italiano Alan Sorrenti porta alla rilettura in chiave moderna di Figli delle stelle voluta dallo stesso Sorrenti.

## Grammy
Nel 2004 Vega viene premiato vincendo il Grammy Award con Lei lo Lai di The Latin Project, versione successivamente reinterpretata dai Masters at Work.
Il 7 febbraio 2006 riceve un altro Grammy, vincendo la categoria best remix con il remix di Superfly di Curtis Mayfield.

## Discografia

### Singoli e EP

#### Louie Vega/LittleLouie Vega
- 1990 Te Quiero
- 1990 House Of Vega
- 1991 Ride On The Rhythm, con Marc Anthony
- 1996 Hip Hop Jazz EP, con Jeffrey Collins
- 2000 Elements of Life, con Blaze
- 2000 Life Goes On, con Arnold Jarvis
- 2002 Diamond Life, con Jay "Sinister" Sealee e Julie McKnight
- 2002 Brand New Day, con Blaze
- 2003 Cerca De Mi, con Raul Midón e Albert Menendez
- 2003 Africa/Brasil
- 2004 Thousand Fingered Man
- 2004 Mozalounge, con Anané, Raul Midón e Albert Menendez
- 2004 Journey's Prelude, con Ursula Rucker
- 2004 Love is on the Way, con Blaze
- 2004 Steel Congo, con House of Rhumba
- 2005 V Gets Jazzy, con Mr. V
- 2006 Joshua's Arm, con Blaze
- 2007 Here To Stay, con Soni
- 2013 Figli delle stelle 2013, con Alan Sorrenti, Anane, Elements of Life

#### Sole Fusion
- 1992 We Can Make It
- 1994 Bass Tone
- 1995 The Chosen Path, con Kenny Dope
- 1997 We Can Make It '97

#### Freestyle Orchestra
- 1989 Don't Tell Me, con Todd Terry
- 1990 Keep on Pumpin' it up, con Todd Terry
- 1998 I Don't Understand This, con Kenny Dope
- 1998 Odyssey/I'm Ready, con Kenny Dope

#### Hardrive/Hardrive 2000
- 1992 Sindae, con Kenny Dope
- 1993 Deep Inside EP
- 1993 Hardrive EP, con Kenny Dope
- 1999 2000 EP
- 1999 Never Forget, con Lynae

#### Altri alias
- 1989 There's a Bat in my House, come Caped Crusaders, con Todd Terry
- 1990 Afrika, come History, con Q-Tee
- 1994 Love & Happiness, come River Ocean, con India
- 1994 The Tribal EP, come River Ocean, con India
- 1994 Curious, come Sun Sun Sun, con Lem Springsteen
- 1995 Reach, come Lil Mo Yin Yang, con Erick Morillo
- 1995 Freaky, come Lou², con Lil Louis
- 1996 The Missile, come The Chameleon
- 1996 Shout-n-Out, come Lood, con Mood II Swing

#### Produzioni per altri artisti
- 1987 The Cover Girls - Because of You, con Robert Clivilles
- 1988 Noel - Like a Child, con Roman Ricardo
- 1990 Kimiesha Holmes - Love me True
- 1990 2 in a Room - Take me Away, con Aldo Marin
- 1994 Barbara Tucker - I Get Lifted
- 1995 Barbara Tucker - Stay Together
- 1998 Donnell Rush - Perfect Day for Company, con Lem Springsteen
- 2001 Gloria Estefan - Y-Tu-Conga
- 2003 Anané - Nos Vida/Mon Amour
- 2003 Ursula Rucker - Release
- 2004 Kenny Bobien - Spread Love
- 2005 Anané - Amazing Love
- 2005 Anané - Let Me Love You, con Mr. V
- 2005 Anané - Move, Bounce, Shake, con Mr. V
- 2007 Mr. V - Put Your Drink Down

### Album
NuYorican Soul 1996
- Elements of Life - 2004
- Elements of Life Extensions - 2005